# 콜린 전투
콜린 전투는 1757년 6월 18일 벌어진 7년 전쟁의 전투 중 하나로 폰 다운 백작이 지휘하는 44,000명의 오스트리아군이 프리드리히 대왕이 지휘하는 32,000명의 프로이센군을 격파하였다. 프로이센군은 이 전투에서 패해 약 14,000명의 병력을 잃었고 오스트리아군은 약 9,000명의 병력을 잃었다.

## 배경
프리드리히 2세는 프라하 전투에서 승리를 거두고 기세를 몰아 프라하를 포위하였다. 오스트리아의 다운 원수는 행군이 늦는 바람에 프라하 전투에 참여하지 못했으나 패잔병 16,000명을 부대에 편입시킬 수 있었다. 다운 원수는 이들과 함께 프라하를 구원하기 위해 서서히 진군하기 시작했고, 프로이센군은 이로 인해 프라하를 공략할 부대와 다운 원수와 교전을 벌일 부대로 분산될 수밖에 없었다.
프리드리히는 다운 원수를 견제하기 위해 34,000명의 병력을 이끌고 출진하였다. 오스트리아군은 프로이센군이 장기간 동안 프라하를 공략함과 동시에 다운 원수 휘하의 오스트리아군을 견제할 여력이 없다는 것을 알고 있었기 때문에(아니면 프라하 수비군의 지원을 받은 오스트리아군과 싸울 여력이 없다는 것을 알고 있었기 때문에) 오스트리아군은 콜린 근처의 언덕에서 방어태세를 취하고 있었다. 프리드리히 대왕은 오스트리아군을 공격할 수밖에 없었다. 오스트리아군의 전력에 대해서는 의견이 분분하다. 일부 자료에 따르면 44,000명이라고 기록되어 있고, 다른 자료에 따르면 65,000명이라고 기록되어 있다. 전장은 완만한 능선이 계속되는 언덕으로 이루어져 있었다.
프리드리히가 세운 계획은 자신의 전군을 이용하여 오스트리아군의 우익을 포위하는 것이었다. 프리드리히는 프로이센군 좌익에 병력을 집중시켰다는 사실을 숨기기 위해 오스트리아군의 전열에 따라 대치하고 있는 프로이센군의 우익과 중군에 어느 정도 병력을 배치해야만 했다. 프로이센군의 주력은 오스트리아군의 우익을 공격하기 위해 우익으로 전환하였다. 프로이센군의 좌익은 그들이 맞선 오스트리아군과 비교해 수적인 우위를 취하게 되었다. 만약 오스트리아군의 우익이 격파당한다면 전투는 프로이센의 승리로 끝날 터였다.

## 전투

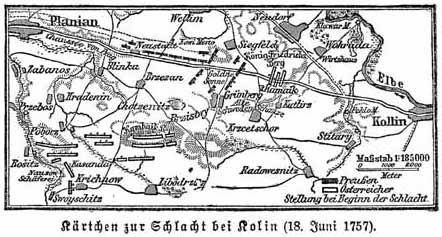
콜린 전투 지도. 검은색이 프로이센, 하얀색이 오스트리아

프로이센군의 주력은 오스트리아군을 향해 너무 일찍 진군을 시작했고, 오스트리아군의 측면을 공격하는 대신 방어진형을 갖춘 오스트리아군의 정면에 돌격해 버리는 실수를 저질렀다. 오스트리아군 소속의 크로아티아 경무장 보병대는 이때 중요한 역할을 하였다. 크로아티아 경무장 보병대는 폰 만슈타인(von Manstein)과 트레슈코프(Tresckow) 장군 휘하의 프로이센 정규 보병대를 끊임없이 교란하였고, 결국 프로이센군은 예정보다 더 일찍 공격을 시작하였다.
통일성을 상실한 프로이센 종대는 서로 협동하지 못한 채로 돌격을 감행하는 실수를 저질렀다. 이들은 각각 적에게 수적으로 압도되어 패퇴하고 말았다. 전투가 벌어진 지 약 5시간이 지난 정오경 프로이센군은 혼란에 빠졌고 다운 원수 휘하의 오스트리아군은 프로이센군을 격퇴하는 데 성공하였다.
오베르스트 폰 자이들리츠(Oberst von Seydlitz 이날의 활약으로 소장이 된다.) 휘하의 프로이센 중기병(cuirassiers)대대가 나타났다. 이들은 프로이센군을 구원하기 위해 돌격을 감행했고, 크르제크졸 언덕(Krzeczor Hill)에서 오스트리아군에게 반격에 성공하였다. 장군 폰 타우엔치엔(von Tauentzien) 휘하의 제 1 근위대대(The first Guard battalion)가 프로이센군의 퇴각을 엄호하여 완전히 괴멸당할 위기에서 구해냈다.
전투 중, 패주하는 군대를 재집결시키면서 "이놈들아! 너희는 영원히 살고 싶은 게냐?"라는 뜻의 Kerls, wollt ihr denn ewig leben?("Rogues, do you want to live forever?")라는 유명한 감탄사를 내뱉었다. 이 유명한 외침은 약 1세기도 더 지난 이후에 벨로 숲(Belleau Wood)의 전투 와중에 단 달리(Dan Daly)가 (아마 의도하지는 못했겠지만) 영어로 외쳤는데, 이로써 유명한 전투구호가 되었다.

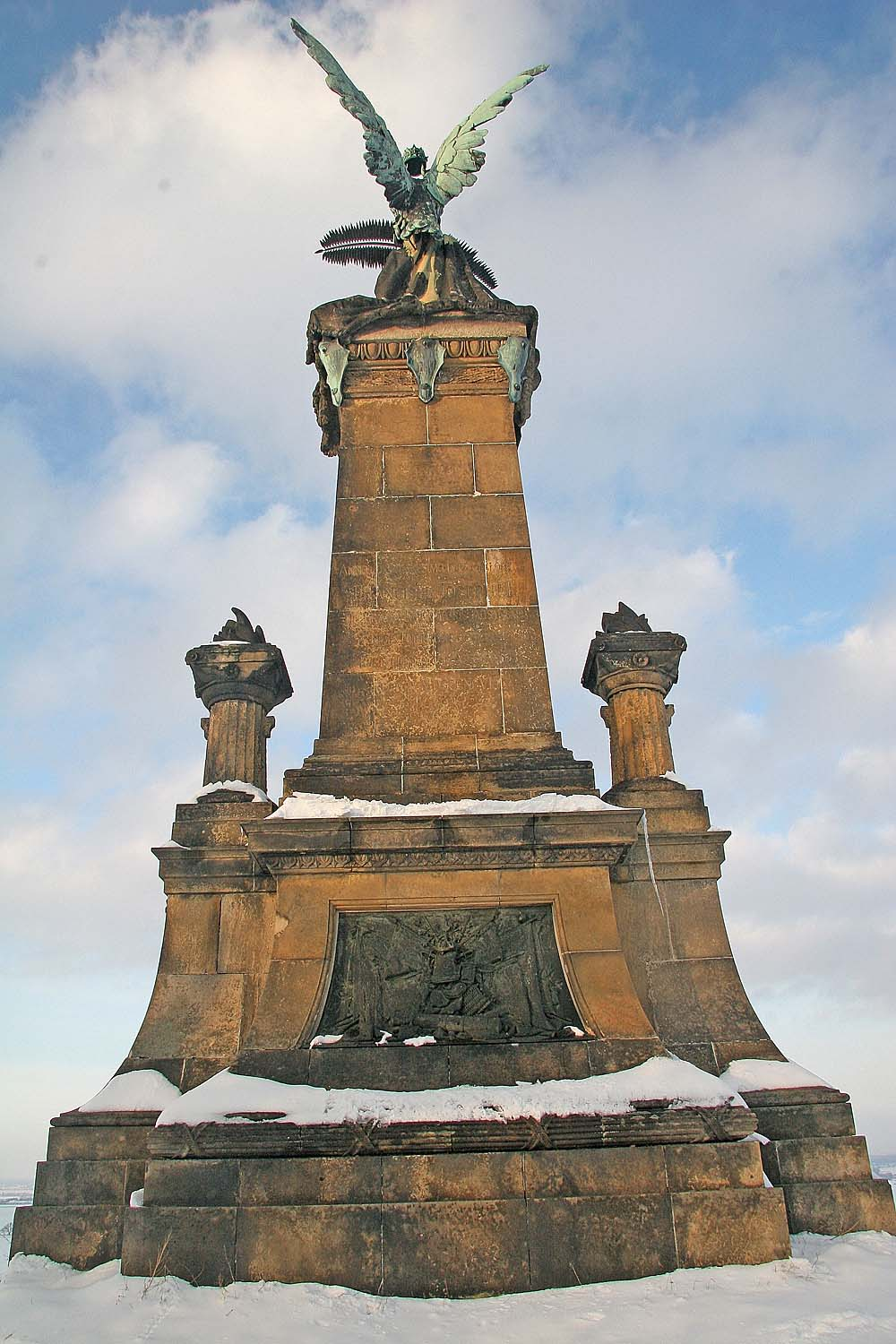
현재 콜린 전투를 기념한 기념비.

## 결과
이 전투는 프리드리히가 이번 전쟁에서 최초로 겪은 패배였다. 이 패배로 인하여 프리드리히는 빈으로 진격하기 위해 필요했던 프라하 공략을 포기하고, 리토메리츠로 퇴각하였다. 오스트리아군은 프라하에 있는 48,000명의 지원병과 합류한 후 약 10만의 대군을 편성하여 치타우로의 병참문제를 이유로 지리멸렬한 퇴각작전을 개시하던 프로이센의 오거스트 빌헬름(August Wilhelm of Prussia)을 공격하여 퇴각을 방해하였다. 프로이센군은 보헤미아(Bohemia)에서 물러날 수밖에 없었다.
프리드리히는 이 전투의 패배의 책임을 안할트-데사우 공 모리츠(Prince Moritz von Anhalt-Dessau)와 같은 자신의 장군들에게 물었으나, 가장 비난받아야 마땅할 사람은 프리드리히 그 자신이었다. 프리드리히는 수적으로 우세한 적에게 돌격을 하는 선택을 하였고, 이외에도 지나치게 위험성이 높은 전략을 선택하였다. 이 전투 이외의 다른 전투에서 프리드리히는 동일한 측면공격전략을 통해 오스트리아군을 격파하였으나, 다운 원수 휘하의 오스트리아군은 프로이센군의 돌격을 효과적으로 방어했을 뿐 아니라 반격의 기회를 노려 프로이센군을 격파하였다.

## 참고 문헌
- Asprey, Robert. "Frederick the Great: A Magnificent Enigma", Ticknor & Fields, 2007 ISBN 0-89919-352-8
- Chase Maenius. The Art of War[s]: Paintings of Heroes, Horrors and History. 2014. ISBN 978-1320309554
- Clodfelter, M. (2017). 《Warfare and Armed Conflicts: A Statistical Encyclopedia of Casualty and Other Figures, 1492-2015》 4판. Jefferson, North Carolina: McFarland. ISBN 978-0786474707.
- Duffy, Christopher. 2013 "By Force of Arms: Vol 2 of The Austrian Army in the Seven Years War", Emperor's Press, ISBN 978-1-883476-30-4
- Duffy, Christopher. "The Army of Frederick the Great", Emperor Press, ISBN 1-883476-02-X
- Duffy, Christopher, "The Army of Maria Theresa", Terence Wise, ISBN 0-7153-7387-0
- Millar, Simon. 2001 "Kolin 1757: Frederick the Great's first defeat", Osprey Publishing,ISBN 1-84176-297-0
- Seldes, George. 1985. The Great Thoughts. Ballantine Books, 뉴욕. p. 143